# Guerres entre Isin et Larsa
Sauf précision contraire, les dates de cet article sont sous-entendues « avant l'ère commune » (AEC), c'est-à-dire « avant Jésus-Christ ».
Les guerres entre Isin et Larsa s'étalent du XXe siècle av. J.-C. (où ces deux puissances sont alors largement dominantes) à environ 1794 av. J.-C. L'état d'Isin est alors annexé par Larsa.
L'une des premières traces de ce conflit est la prise d'Ur par Larsa sous la direction du roi Gungunum vers 1925. Isin perd ainsi son principal port. Le conflit s'étend vers 1898 quand Larsa entreprend d'importants travaux hydrauliques pour détourner à son profit une partie des eaux alimentant Isin. Celle-ci ne peut s'y opposer et les travaux sont terminés en 1877. Une nouvelle guerre éclate en 1870. Larsa prend la ville sainte de Nippur. Malgré la reprise de la ville en 1866 à la mort du roi Sumu-El de Larsa, le retentissement est considérable.
Larsa continue ses progrès en 1844, avec la prise de Ibrat. Elle repousse plusieurs coalitions comprenant Isin et plusieurs autres cités en 1837 (Uruk, Kazallu, Isin et l’Élam) et 1809 (Uruk, Isin, Babylone, Sûtum et Rapiqûm). En 1828, Nippur reconnaît l'autorité de Larsa.
En 1802 éclate la dernière guerre entre les deux villes. L'armée de Larsa s'empare de Nippur, Uruk (1802), Al-Damiq (1799), Dunnum (1795) avant de mettre le siège devant Isin. Celle-ci tombe en 1794 (ou 1793) malgré une intervention babylonienne.